# تیگ (سوئد)
تیگ (به سوئدی: Teg) یک منطقهٔ مسکونی در سوئد است که در بخش اومیا واقع شده‌است.